# Lappvik
Lappvik (uttal: [lappviːk], finska: Lappohja) är en tätort och kommundel i Hangö stad i regionen Västnyland i Finland. Samhället ligger ungefär mittemellan centralorten Hangö och Ekenäs tätort i Raseborgs stad. Folkmängden i Lappvik uppgick den 31 december 2012 till 552 invånare, landarealen utgjordes av 2,01  kvadratkilometer och folktätheten uppgick till 274,6 personer/kvadratkilometer.
Lappvik är i dag ett typiskt mindre industrisamhälle, med ett dominerande industriföretag, SSAB Europe Oy.   

## Historia
Lappviks historia sträcker sig långt tillbaka i tiden. Enligt vedertagen historieskrivning bodde det samer (lappar) på orten i forntiden. Därav förledet "Lapp" i Lappvik. På 1100-talet började svenskar slå ned sina bopålar i sydvästra Finland, som då var praktiskt taget obebott. I den vevan bosatte sig också de första svenskarna i bland annat Lappvik. De livnärde sig på såväl fiske som jordbruk. Enligt uppgifter från "Lappviks gamla webbplats" härstammar den äldsta skriftliga noteringen om Lappvik (i namnformen: Lapuik) från mantalsförteckningen år 1549. Då uppges antalet familjer till fem i samhället. Den förnämsta näringen för dem var fiske. Den första kartan över Lappvik utfördes på 1640-talet av lantmätare Hans Hansson. Befolkningens näringar var fram till 1680-talets mitt jordbruk, boskapsskötsel och fiske, efter tillkomsten av Skogby bruk (masugn) år 1686 norr om samhället, även industri.
Vid tidpunkten för sjöslaget vid Hangö udd (juli 1714) gjorde Tsar Peter den store ett allvarligt försök att låta dra sin galärflotta rätt över Hangö udd vid det så kallade ”Draget” i Lappvik, men övergav planen efter det att han hade, med stor möda, lyckats få över en av två galärer i brukbart skick. Tsaren valde i stället att runda Hangö udd. Vid denna tid fanns också tre skattehemman, Sågars, Bergans (senare Borgars) och Grabbers. Från och med slutet av 1790-talet fanns ett gästgiveri på Borgars hemman.    
Sjöfarten runt Lappvik hamn har en lång historia. En rysk galärflotta övervintrade i Lappvik 1713 – 1714. Under Krimkriget 1854 satte engelska örlogsfartygen HMS Hecla och HMS Arrogant kurs in mot den lilla kuststaden Ekenäs. Lördagen den 19 maj 1854 närmade sig fartygen stranden i Lappvik. Orsaken till detta har inte klarlagts, en teori går ut på att de led av vattenbrist och behövde fylla sina vattenförråd, antingen för dricksvatten eller för ångmaskinerna. Barkasser sattes ut och närmade sig stranden. Fartygen hade siktats av en halvpluton ur Finska grenadjärskarpskyttebataljonen vilka skyndade sig gå i ställning vid stranden. Då barkasserna kom inom skotthåll öppnade de eld och tvingade barkasserna att dra sig tillbaka. Enligt chefen för plutonen, underlöjtnant Gylling, hördes jämmerrop från barkasserna som retirerade hastigt, rodda med endast några åror.
Storfurstendömet Finland anlade i slutet av 1870-talet en exporthamn för sågat trävirke i Lappvik. Den 26 april 1880 klarerade de första fartygen (4 st) in i Lappviks hamn (lastageplats). De lastade plankor och bräder. Under senare delen av 1880-talet och under ett okänt antal år av 1890-talet anlöptes Lappviks hamn även av passagerarfartyg som trafikerade mellan Finland och kontinenten.
En flottbas anlades år 1913 på orten av den ryska militären och området var därefter en bas för ryska ubåtar från 1914 fram tills Finland blev en självständig stat 1917. Strax efter första världskrigets utbrott 1914 opererade engelska ubåtar i fientligt syfte i området och finländska ubåtar utnyttjade området som ankringsplats mitt under fortsättningskriget år 1943. Finländska flottans skolfartyg ”Suomen Joutsen” låg långa perioder under fortsättningskriget samt under åren mellan 1949 och 1955 för ankar i Lappvik. Den 16 maj 2008 miste Lappvik sin ställning som bas för finländska flottan för då sålde finländska staten sitt 1,8 hektar stora militärområde invid Lillfjärden till Hangö stad.   

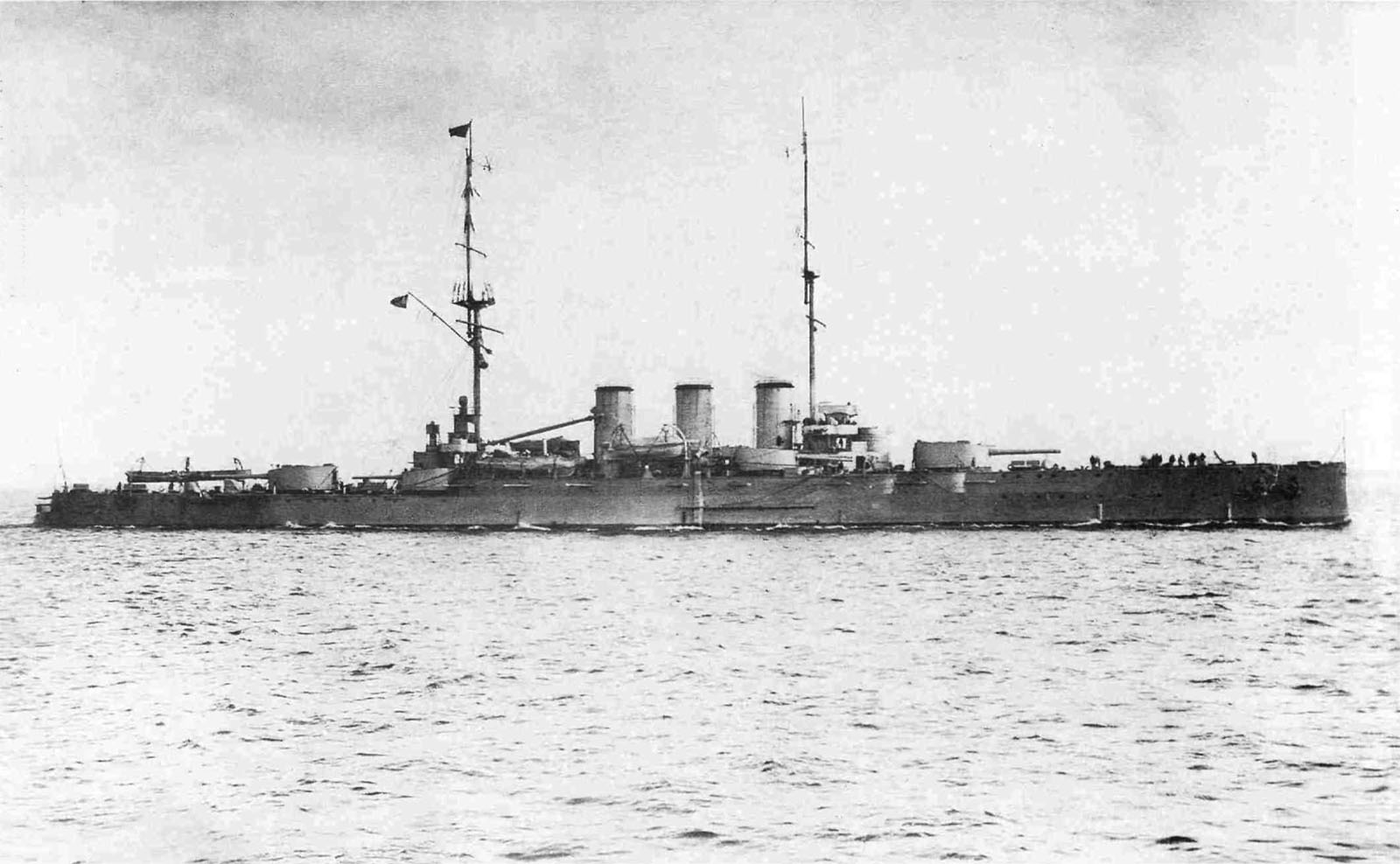
Ryska örlogsfartyget Rjurik (Рюрик) i Lappvik 1914 – 1915.

År 1941 drabbades lappvikborna av ett hårt slag. De blev tvingade att evakuera från sin hembygd. Hangö stad inklusive Lappvik tvångsarrenderades av Sovjetunionen efter vinterkriget 1939 – 1940. På grund av krigsutvecklingen drog Sovjetunionen tillbaka sina trupper i förtid från området. Sovjetunionen hade arrenderat det på 30 år. Strax efter kriget fick lappvikborna återvända till sin hemtrakt. Efterhand byggdes samhället upp igen. Efter att industrierna etablerat sig på 1960-talet i Lappvik har finskan fått ett allt starkare fäste på orten. Från att ha varit en helt svenskspråkig ort har den blivit en tvåspråkig ort. Efter att ha tillhört Tenala kommun under okänt antal år införlivades Lappvik vid årsskiftet 1976/1977 i Hangö stad.  
2009 fick Lappvik ett värmeverk som producerar och levererar fjärrvärme. Vatten- och avloppsledningar har tid efter annan anlagts här, så att vatten- och avloppsnätet är fullt utbyggt i dag.
Under sommaren 2012 drabbades orten än en gång av ett bakslag, då det närbelägna järn- och stålverket FNsteel gick i konkurs. Det innebar en successiv utflyttning från orten.

## Handel och samhällsservice
I Lappvik är tillgången till samhällsservicen något begränsad. Lanthandeln som stängdes under hösten 2010 öppnades, i mindre format, åter den 14 juni 2014. För övrigt finns här (2017) tillgängligt en obemannad bensinstation, en hälsostation (motsvarar vårdcentral i Sverige), en biblioteksfilial, en ungdomsgård och en boendeanläggning av vandrarhemstyp, Sjömansro. 
I Lappvik finns numera två lågstadieskolor, en svenskspråkig och en finskspråkig. Båda skolarna är sedan år 2005 inhysta i samma skolbyggnad. År 1897 fick Lappvik sin första svenskspråkiga folkskola och på 1970-talet fick orten sin första finskspråkiga lågstadieskola.

### Specialavsnitt om Högsand
Ett sanatorium (Högsand sanatorium) för tuberkulossjuka barn har tidigare funnits i Lappvik. Läget vid kusten med frisk havsluft gjorde orten, i sanitärt hänseende, till en idealisk plats för ett sanatorium. Anstalten, som ägdes av ”Föreningen Sanatorium för skrofulösa barn”, invigdes år 1901 och var i bruk fram till vinterkrigets utbrott 1940 då den förstördes av bombningar. Doktor (officiell titel: "venia practicandi") ”Viva Lagerborg” var en av initiativtagarna till specialsjukhuset och var verksam på anstalten i flera år. Högsand sanatorium var Finlands första sanatorium av detta slag. Anstalten hade plats för 88 patienter och var till och med år 1920 i bruk endast under sommarhalvåret. Därefter var den i bruk året runt. 1945 uppfördes en sommarkoloni för barn på den plats där Högsand sanatorium tidigare låg. Sommarkolonin lades ner på 1980-talet. Sedan år 1985 verkar ett ferie- och kurscenter (Ferie- och kurscentret Högsand) på platsen. Centret ägs av ”Barnavårdsföreningen i Finland” r.f. och är ett ferie- och kurscentrum för både finlandssvenska och finska barn och ungdomar. Där arrangeras även anpassningskurser för barn med särskilda behov och deras familjer.

## Kommunikationer
- Riksväg 25 löper genom Lappvik. En mindre väg utgår från Lappvik till Hangö via Tvärminne och Täktom.
- Lappvik har haft järnvägsförbindelse sedan Hangöbanan öppnades för allmän trafik 1873. Biljettförsäljningen vid Lappvik järnvägsstation lades ned år 2000 och i samband med detta nedklassades stationen till hållplats.
- Industrihamnen (ägare: SSAB Europe) i Lappvik ligger sedan den 26 september 2014 i ”malpåse”[13]. Därtill finns det två småbåtshamnar på orten.

## Kända personer från Lappvik
- Carl Henrik Ferdinand Tennberg (1838-1925), storbonde, gästgivare, kallad "Lappvik-kungen"
- Nanny Westerlund, skådespelare
- Ferdinand Ramberg, sjömanspastor
- Trygwe Nyman, korvfabrikör
- Thorvald Strömberg, kanotist (uppväxt på en holme rätt utanför Lappvik)

## Fakta i korthet
- Lappvik har en vacker, långgrund, 1,5 kilometer lång sandstrand.
- Vid ett strandparti i Lappvik växer en helt unik växt för Finland, gullusern (ssp. falcata).
- Inom byn finns en kyrka och en begravningsplats. Kyrkan byggdes 1913 som bönehus och 1984 invigdes den som kyrka av biskop Erik Vikström. På begravningsplatsen finns ett begravningskapell som byggdes 1972.
- Sedan länge finns det en frivillig brandkår Lappvik FBK (FBK=frivilliga brandkåren) på orten.
- I Lappvik finns sedan år 1981 ett militärhistoriskt museum, Hangö frontmuseum), som bland annat belyser krigstiden på Hangö udd[14].